# Afrofittonia
Afrofittonia, monotipski biljni rod iz porodice primogovki, smješten u tribus Justicieae. Jedina je vrsta zeljasta biljka A. silvestris, koja raste po vlažnim terenima u Nigeriji i Kamerunu.
Otkrivena su ljekovita svojstva (laksativ, kožne infekcije). U državi Akwa Ibom ona i Justicia insularis koriste se kao digestiv, laksativ i sredstvo za čišćenje’, i za obje koriste isti naziv, ‘Mmeme’.